# 岡八

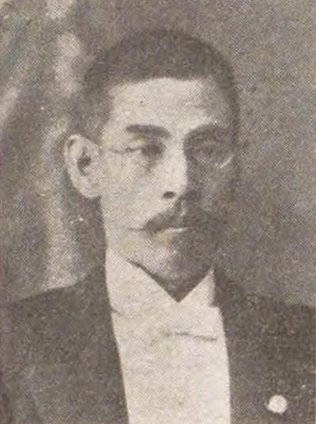
岡八

岡 八（おか わかつ、1876年（明治9年）8月4日 – 1970年（昭和45年）12月2日）は、日本の政治家、弁護士、弁理士。衆議院議員（1期）。

## 経歴
三重県安濃郡神戸村（現津市）に奥田八郎の長男として生まれ、岡義之助の養子となった。1903年（明治36年）、京都帝国大学法科大学独法科を卒業し、司法官試補となった。1905年（明治38年）、大阪地方裁判所判事となるも、翌年に退官して弁護士を開業した。
1912年（明治45年）、第11回衆議院議員総選挙に出馬し、当選を果たしたが、1913年（大正2年）5月9日、議員辞職。同年8月4日、自らの請求で所属の大阪地方裁判所の弁護士名簿登録取消。同年9月23日に従七位返上を命じられる。
その他、白洋汽船株式会社取締役を務めた。